# Казиривимаб/имдевимаб

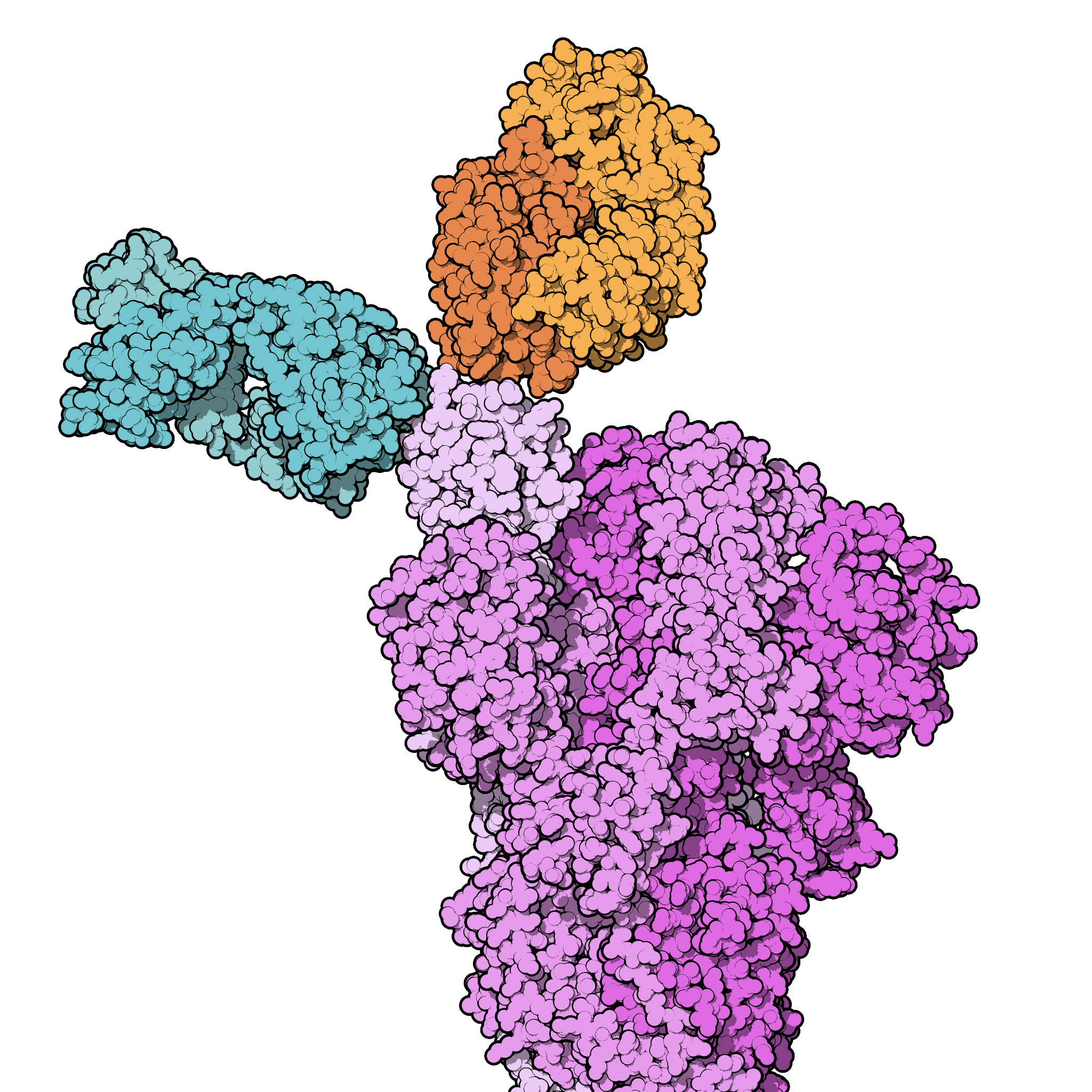
Антитела REGN10933 (синий) и REGN10987 (оранжевый) связаны с белком шипа SARS-CoV-2 (розовый)

Казиривимаб/имдевимаб (REGN-COV2, ронапрев) — экспериментальный препарат, разработанный американской биотехнологической компанией Regeneron Pharmaceuticals. Это искусственный «коктейль антител», созданный для защиты от коронавируса SARS-CoV-2, ответственного за пандемию COVID-19. В состав препарата входит смесь двух моноклональных антител, REGN10933 и REGN10987. Комбинация нескольких антител предназначена для предотвращения развития устойчивости к препарату через мутации вируса.
Производитель препарата, компания Regeneron заключила соглашение с компанией Hoffmann-La Roche о производстве и продаже REGN-COV2 за пределами США.

## Эффективность и безопасность
По состоянию на сентябрь 2020 года эффективность и безопасность REGN-COV2 оценивались в рамках исследования RECOVERY.

## Регистрация и применение
21 ноября 2020 года FDA выдало EUA-разрешение «Ридженерон фармасьютикалс» (Regeneron Pharmaceuticals): коктейль из двух моноклональных антител касиривимаб (casirivimab) и имдевимаб (imdevimab), ранее известный под условным обозначением REGN-COV2, можно использовать в лечении COVID-19 с целью не допустить прогрессирования ковида до тяжелой формы у амбулаторных пациентов, находящихся в группе риска развития серьезных осложнений с последующей госпитализацией.
Всемирная организация здравоохранения рекомендует применение препарата для лечения нетяжелых случаев COVID-19 или тяжелых пациентов, у которых нет собственных антител.
Минздрав России в упрощенном порядке одобрил применение данных моноклональных антител в условиях пандемии.

## Общество и культура
2 октября 2020 года Regeneron Pharmaceuticals объявила, что президент США Дональд Трамп получил «одну 8-граммовую дозу REGN-COV2» после положительного результата теста на SARS-CoV-2. Препарат был предоставлен компанией в ответ на запрос президентских врачей о «использовании из сострадания» (юридическая формулировка для временного разрешения на использование экспериментального лекарства).